# Либерийски горски дукер
Либерийският горски дукер (Cephalophus jentinki) е вид бозайник от семейство Кухороги (Bovidae). Видът е застрашен от изчезване.

## Разпространение
Разпространен е в Кот д'Ивоар, Либерия и Сиера Леоне.